# District de Gucheng
Pour les articles homonymes, voir Gucheng.
Le district de Gucheng (chinois : 古城区 ; pinyin : gǔchéng qū) est une unité administrative qui correspond au centre ville de la ville-préfecture de Lijiang (au sens courant du terme) et à ses environs. Son nom, qui signifié « district de la vieille ville », est une allusion au fait qu'elle inclut le vieux Lijiang. Elle est une des cinq subdivisions de Lijiang.

## Subdivisions administratives
Le district de Gucheng est composé des cinq subdivisions suivantes cantons suivants :
- Canton de Jinhao (金安乡, jīnān xiāng)
- Canton de Qihe (七河乡, qīhé xiāng)
- Canton de Dadong (大东乡, dàdōng xiāng)
- Canton bai de Jinshan (金山白族乡, jīnshān báizú xiāng)
- Canton bai de Jinjiang (金江白族乡, jīnjiāng báizú xiāng).